# Enterbrain
Enterbrain (яп. エンターブレイン), раніше Enterbrain, Inc. (яп. 株式会社エンターブレイン, Kabushiki Gaisha Entāburein) — японське видавництво, підрозділ Kadokawa Future Publishing, засноване 30 січня 1987 року як ASCII Film Co., Ltd. (яп. アスキー映画株式会社, Asukī Eiga Kabushiki-gaisha). Журнали, які видає Enterbrain, як правило, присвячені відеоіграм та комп'ютерним розвагам, а також посібникам з відеоігор та стратегій. Крім того, компанія видає невелику добірку аніме-артбуків. Компанія базується в Токіо, Японія, зі статутним капіталом 410 мільйонів єн. Нинішній президент компанії — Хірокадзу Хамамура.

## Видання Enterbrain
- B's LOG: журнал, орієнтований на геймерів.
- TECH Win DVD: журнал, призначений спеціально для користувачів ПК.
- Tech Gian: журнал присвячений відеоіграм для дорослих.
- Magi-Cu: візуально-розважальний журнал сейнен-манги, заснований на жіночих ігрових персонажах.
- Comic Beam: раніше був відомий як ASCII Comic. Це журнал сейнен-манги, наповнений оригінальною мангою.
- Harta (раніше Fellows![2]): періодичний журнал сейнен-манги, що складається з оригінальної манги.
- Monthly Arcadia (яп. 月刊アーカディア): щомісячний журнал 2000 року, присвячений автоматам для аркадних ігор. Його започаткували колишні співробітники журналу про аркадні ігри Gamest (яп. ゲーメスト)  з 1986 року, який видавався Shinseisha. Arcadia також містить ігрові підказки та поради щодо найновіших аркадних ігор, а також звіти про високі результати японських аркад.
- Sarabure: журнал про скачки.
- Famitsu Connect!On: журнал, присвячений онлайн-відеоіграм.
- Вийти Tabletalk RPG Series: настільні рольові ігри .
- biohazard Kaitai Shinsho: серія посібників для франшизи Resident Evil[3][4].

## Програмне забезпечення Enterbrain
- RPG Maker: інструмент для створення рольових ігор
- Fighter Maker: інструмент для створення бойових ігор
- Sim RPG Maker: інструмент для створення тактичних рольових ігор
- Shooter Maker: інструмент для створення стрілялок
- IG Maker: інструмент для створення платформерів, пригодницьких ігор та стрілялок. Також підтримує створення ігор для консолі Xbox 360.

## Настільні рольові ігри
- Альшард
- Альшард ГАЯ
- Клинок Аркана
- Inou Tsukai: японська рольова гра про супергероїв, дія якої відбувається в сучасній Японії та містить елементи японської міфології, такі як йокай.
- Нічний чарівник!
- Зоряна легенда
- Війна Тенра
- Стрілець Терра
- Токіо NOVA

## Відеоігри
- Panzer Front (1999)
- Tear Ring Saga (2001)
- Palette (2001)
- Galerians: Ash (2002)
- Berwick Saga (2005)
- KimiKiss (2006)
- The Magician's Academy (2007)
- Amagami (2009)
- Earth Seeker (2011)
- Photo Kano (2012)

## Ранобе
Enterbrain випускає ранобе під брендом Famitsu Bunko, який був заснований у 1998 році та призначений для молодих дорослих чоловіків. Вони також публікують під імпринтами B's-LOG Bunko та B's-LOG Bunko Alice, присвячені дівчатам, і KCG Bunko, орієнтовані на підлітків.
Enterbrain також публікує окремі серії без будь-яких імпринтів, наприклад Yōjo Senki або Overlord.